# 12984 Lowry
A 12984 Lowry (ideiglenes jelöléssel 1979 QF2) a Naprendszer kisbolygóövében található aszteroida. Claes-Ingvar Lagerkvist fedezte fel 1979. augusztus 22-én.